# Ulawun
Ulawun, také The Father, Ulawon, Uluwun, Vatr, North Son, je sopka v provincii Západní Nová Británie na ostrově Nová Británie náležející státu Papua Nová Guinea. S výškou 2334 metrů je nejvyšší horou ostrova. Sopka patří do skupiny vulkánů nacházejících se v subdukční zóně Nové Británie (skupina sopek ostrova Bismarck/vulkanický oblouk Bismarck). V bezprostřední blízkosti se nachází další sopka Bamus.
K velké erupci došlo 26. června 2019 přibližně v 7 hodin ráno. Jednalo se o pliniovskou erupci s popelem stoupajícím do výšky 19 kilometrů. Bylo evakuováno více než 5 000 lidí a zrušeny všechny lety na nedaleké Hoskinsovo letiště. Láva na třech různých místech poškodila silnici ostrova Nová Británie. K poslední erupci došlo 29. září 2000 s následným deštěm z popela. Z ohrožené zóny kolem sopky bylo proto evakuováno 4000 obyvatel. Od té doby byla sopka opakovaně aktivní s menšími erupcemi. Z Rabaulu je neustále sledovaná společností Rabaul Volcanological Observatory. Společně s dalšími patnácti světovými sopkami je zapsaná do seznamu Decade Volcanoes.

## Zajímavosti
Sopky z Papuy Nové Guiney vydávají spoustu oxidu siřičitého. Studie ukázaly, že Ulawun vydává asi 7 kg SO2 za sekundu. To jsou přibližně 2 procenta celosvětových emisí SO2.